# Lidoriki
Lidoriki (grec: Λιδωρίκι) és una població i antic municipalitat de la Fòcida, a la regió de la Grècia Central. El 2001 fou agregada a la municipalitat de la Dòrida, de la qual és capital. La població el 2001 era de 4.225 habitants la municipalitat i 881 la població, amb tendència a la baixa respecte 10 anys abans. La superfície és de 409,5 km² (quasi 1/5 part de la Fòcida). Es troba al peu del Mont Giona (2.510 metres) i la riba del riu Mornos, i en posició central a les muntanyes de la Dòrida. Té a l'est (46 km, en línia recta 16 km) a Amfissa (amb la qual està connectada pel túnel més llarg de Grècia de 16,5 km), al sud-est Itea, i a l'est-nord-oest Naupacte. A la vora hi ha l'embassament de Lidoriki, acabat el 1974.

## Història
Va pertànyer als romans d'Orient fins al 1204, quan va romandre dins el despotat de l'Epir. El 1327 va passar als catalans i fou part del ducat d'Atenes i feu de la família Frederic. El 1394 la van ocupar els otomans per poc temps passant després al despotat de Morea, Teodor Paleòleg (1397). Va tornar a mans dels otomans en data incerta probablement abans de 1454, durant el regnat de Murat II (1421-1451). El 1464 era cap d'un districte amb 10 pobles i 34 establiments de ramaders (katuns). Sota els otomans fou un kadalik del sandjak de Tirhala o des de 1530 del sandjak de Lepant (que en aquesta data va formar un sandjak separat) situació que es va mantenir fins al 1827 quan va caure en mans dels revolucionaris grecs. La població musulmana sempre fou poc rellevant.

## Subdivisions
Lidoriki està subdividida en les següents comunitats municipals:
| - Amygdalia - Avoros - Dafnos - Diakopi - Doriko | - Kalli (Kalli, Klima, Trividi) - Karoutes - Koniakos - Lefkaditi - Lidoriki - Malandrino | - Pentapoli (Pentapoli, Aigitio, Lefka, Palaiokastro, Skaloula) - Perithiotissa - Stilia - Sotaina - Sykia - Vraila |